# グッドバイ・ポーク・パイ・ハット

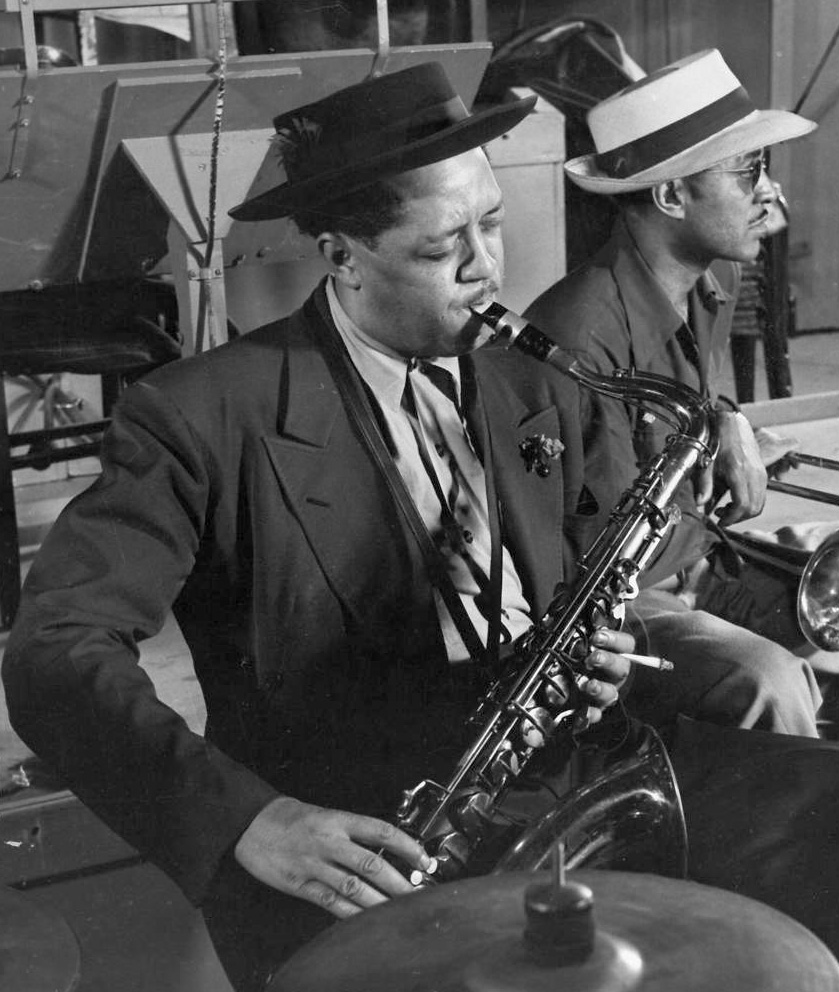
ポーク・パイ・ハットを被るレスター・ヤング

「グッドバイ・ポーク・パイ・ハット」（Goodbye Pork Pie Hat）は、チャールズ・ミンガスが作曲したジャズ・インストゥルメンタル曲で、オリジナルは1959年にミンガスのセクステットが録音し、アルバム『ミンガス Ah Um』に収録された。その後も「Theme for Lester Young」として1963年のアルバム『5（ファイヴ）ミンガス』（Mingus Mingus Mingus Mingus Mingus）と1977年の『スリー・オア・フォー・シェイズ・オブ・ブルース』（Three or Four Shades of Blues）でも録音された。ミンガスはこの曲のレコーディング・セッションが始まる2か月前に他界した、通常よりも鍔広のポーク・パイ・ハットを被っていることで知られるサクソフォーン奏者、レスター・ヤングへのエレジーとして変ロ短調で作曲した。その帽子はヤング自身によって「潰された」もので、ホンブルグ・ハットと呼ぶべきかもしれないものだが、ヤングが「黒人地区」でだけ購入したものだった。『Our World』誌（1949年11月号）のヤングのインタビューによれば「『灰色』の地域では正しいタイプの帽子が手に入らない」とのことだった。

## その他のバージョン
ミンガス作曲の最も知られた曲の一つである「グッド・バイ・ポーク・パイ・ハット」はジャズのスタンダード・ナンバーとなり、ミンガス以外のジャズおよびフュージョン系アーティストによって録音された 。
この曲のジャンルを超えた魅力の初期の兆候は1966年にイギリスのフォーク・ギター・デュオ、バート・ヤンシュとジョン・レンボーンが録音したときに現れた。ヤンシュとレンボーンの演奏は2人のミュージシャンの間で緊密に調整されたコラボレーションを提供するのではなく、左右にきっちりと分けて録音され、ギタリストごとに異なる解釈の曲を提供した。ヤンシュとレンボーンがが翌年にペンタングルを結成したとき、曲のグループ向けアレンジが彼らの演奏曲の定番となり、ロンドンのロイヤル・フェスティバル・ホールでライブ録音されたバージョンが1968年に『スウィート・チャイルド』に収録された。ペンタングルはリード・ボーカリストを含み、4人の楽器奏者のうち3人もが歌っていたが、歌詞やスキャットを追加する試みは行われなかった。レンボーンは1985年にこの曲を再演しており、その時はアメリカ人ブルース・ギタリストのステファン・グロスマンとの共演だった。
1970年には多重録音したアコースティック・ギターを使ってジョン・マクラフリンによって録音された。レンボーンとペンタングルやグロスマンのように、マクラフリンも何度もこの曲を取り上げた。1967年にマイク・カー・トリオでギターを担当している時に、マクラフリンはこの曲のライブ録音に携わっていた。ジェフ・ベックはライブ・アルバム『ライヴ・ベック3〜ライヴ・アット・ロニー・スコッツ・クラブ』で、デレク・シェリニアンはアルバム『イナーシャ』でそれぞれの解釈で演奏した。バーニー・ウォーレルもまたソロ・ピアノのバージョンを2013年のアルバム『エレヴェーション』（Elevation: TheUpper Air）で披露した。
さまざまな機会に歌詞が付け加えられている。ローランド・カークは1976年のアルバム『天才ローランド・カークの復活』でこの曲に歌詞をつけて演奏している。ジョニ・ミッチェルも1979年の自身のアルバム『ミンガス』で、この曲を歌っている。イングランドのフォーク・シンガー、ジューン・テイバーが1989年のジャズ・スタンダード・アルバム向けに録音した際にはカークの歌詞がミッチェルのものよりも好まれた。ヴィン・ドノフリオ（Vin D'Onofrio）によっても歌詞がつけられており、このバージョンは綾戸智恵によって録音されており、アメリカのジャズ・アーティスト、ローレン・フッカー（Lauren Hooker）もアルバム『Right Where I Belong』に録音した。フッカーの歌詞はポーク・パイ・ハットをかぶった男が犯す家庭内暴力の経験に対処するという内容であり、カークとミッチェルがレスター・ヤングの人生と音楽を好意的に祝ったのと比べると、まったく異なっている。

## 参加ミュージシャン
『ミンガス Ah Um』（1959年）版
- ジョン・ハンディ（英語版） – テナー・サクソフォーン
- ブッカー・アーヴィン – テナー・サクソフォーン
- ホレス・パーラン – ピアノ
- チャールズ・ミンガス – ベース
- ダニー・リッチモンド – ドラムス